# Bois-Guillaume
Bois-Guillaume är en kommun i departementet Seine-Maritime i regionen Normandie i norra Frankrike. Kommunen ligger i kantonen Bois-Guillaume som tillhör arrondissementet Rouen. År 2017 hade Bois-Guillaume 13 796 invånare.
Åren 2012–2014 var Bois-Guillaume sammanslagen med Bihorel och bildade kommunen Bois-Guillaume-Bihorel.

## Befolkningsutveckling
Antalet invånare i kommunen Bois-Guillaume
| Referens: INSEE |